# Alcozauca de Guerrero
Alcozauca de Guerrero è un comune del Messico, situato nello stato di Guerrero.